# Forrest J. Ackerman
Forrest J Ackerman (nascido Forrest James Ackerman; 24 de novembro de 1916 – 4 de dezembro de 2008) foi um editor de revista, escritor de ficção científica e agente literário americano, um dos fundadores do fandom de ficção científica, considerado um dos maiores especialistas sobre filmes de ficção científica e fantasia, e reconhecido como um dos ávidos colecionadores do mundo de livros  e filme do gênero. Ele cresceu em Los Angeles, Califórnia.
Durante sua carreira como um agente literário, Ackerman representou autores de ficção científica como Ray Bradbury, Isaac Asimov, A. E. Van Vogt, Curt Siodmak e L. Ron Hubbard. Ele foi, por mais de sete décadas, um dos porta-vozes e promotores mais ferrenhos da ficção científica.
Ackerman foi o editor e escritor principal da revista americana Famous Monsters of Filmland, bem como um ator, a partir da década de 1950 para o século XXI, e apareceu em pelo menos dois documentários relacionados com este período na cultura popular: dirigido por Michael R. MacDonald e escrito por Ian Johnston, Famous Monster: Forrest J Ackerman, que estreou no teatro egípcio em março de 2009, durante o Forrest J Ackerman Tribute; o do escritor e cineasta Jason V Brock , Ackermonster Chronicles! (2012) e The Life of Twilight Zones Magic Man, sobre o falecido autor Charles Beaumont, um ex-cliente da agência de Ackerman.
Também chamado de "Forry", "O Ackermonster", "4e" e "4SJ", Ackerman foi fundamental para a formação, organização e disseminação dos fãs de ficção científica nos Estados Unidos, e uma figura chave na percepção cultural mais ampla de ficção científica como uma obra literária, arte e gênero de filme. Famoso por seu jogos de palavras e neologismos, ele cunhou o apelido do gênero, "sci-fi". Em 1953, ele foi eleito o " O Fã Personalidade Nº1" pelos membros da World Science Fiction Society, um Prêmio Hugo nunca concedido a qualquer outra pessoa.
Foi fundador e proprietário do Museu do Horror, conhecido como Ackermansion, que teve como um de seus administradores o cineasta austríaco Norbert Franz Novotny, cuja mãe era brasileira e que foi co-fundador da empresa cinematográfica brasileira Cesar Nero Produções. Fotos de Norbert com Forrest J. Ackerman na Ackermansion podem ser vistas no site www.cesarnero.com.br.
Foi um dos primeiros e mais francos defensores do esperanto na comunidade de ficção científica.